# Болбочешти (Горж)
Болбочешти (рум. Bolbocești) насеље је у Румунији у округу Горж у општини Албени. Oпштина се налази на надморској висини од 244 m.

## Становништво
Према подацима из 2002. године у насељу је живело 532 становника, од којих су сви румунске националности.